# Madame Dubarry (1954)
Madame Dubarry (Originaltitel: Madame du Barry) ist ein französisch-italienischer Spielfilm von Christian-Jaque aus dem Jahr 1954. Er selbst verfasste auch das Drehbuch zusammen mit Henri Jeanson und Albert Valentin. Der Film behandelt Stationen aus dem Leben der historischen Marie-Jeanne Bécu, comtesse du Barry. Die Hauptrollen sind mit Martine Carol, Daniel Ivernel und Gianna Maria Canale besetzt. In Frankreich hatte der Film seine Premiere am 13. Oktober 1954; in der Bundesrepublik Deutschland kam er das erste Mal am 25. März 1955 ins Kino.

## Handlung
Jeanne Bécu ist eine junge Verkäuferin im führenden Pariser Modegeschäft. Wegen ihrer Schönheit zieht sie immer wieder die Blicke hochgestellter Herren auf sich. Dies bemerkt auch Madame Gourdan, die Inhaberin eines Etablissements, das von solcherlei Kundschaft gerne aufgesucht wird. Sie hat ein leichtes Spiel, das Mädchen als Kurtisane für ihr Haus abzuwerben. Wie es der Zufall so will, kommt die Schöne noch vor ihrer offiziellen Einführung in Kontakt mit dem in Geldnöten steckenden Grafen Jean Dubarry. Der sorgt dafür, dass die Neue Seiner Majestät, König Ludwig XV., als Mätresse zugeführt wird. Weil aber die Etikette verlangt, dass eine Dame, die in so hohen Kreisen verkehrt, adlig und verheiratet sein muss, verheiratet sie der Graf kurzerhand mit seinem Bruder Guillaume und macht sie so zur Comtesse Jeanne Dubarry. Bald sieht man sie Nacht für Nacht in die privaten Gemächer des Königs gehen. Dies aber schockiert viele, besonders den Finanzminister Choiseul und dessen Schwester, die Herzogin von Grammont. Diese wäre gerne selbst in Jeannes Rolle geschlüpft. So geben sich die zwei alle Mühe, die öffentliche Vorstellung der neuen Favoritin am Hof zu verhindern. Die Verschwörung scheitert jedoch, und Jeanne kann strahlend den Saal im Schloss Versailles betreten. Von nun an ist sie nur noch „die Dubarry“.
Einige Jahre später plant das Geschwisterpaar erneut, die verhasste Dame loszuwerden. Als Vertraute gewinnen die beiden die Dauphine, die Österreicherin Marie-Antoinette, die sich nicht scheut, die Dubarry eine „schamlose Person“ zu nennen. Als weiteren Verbündeten gewinnen sie Abbé von Beauvais, den Hofprediger. Der verurteilt den lasterhaften Lebenswandel – in feierlichen Gleichnissen verbrämt – lautstark von der Kanzel herab. – Seine Majestät ist zerknirscht; aber nur so lange, bis ihn seine Mätresse über die Hintergründe jener Predigt informiert hat. Daraufhin wandern der Finanzminister und seine Schwester in die Verbannung.
Bald danach stirbt der König infolge eines Schlaganfalls. Sein Nachfolger, Ludwig XVI., hebt die Verbannung auf. Für Choiseul ist es ein Vergnügen, nun seinerseits der Dubarry den Verbannungsbrief überreichen zu können.
Nach der französischen Revolution enden viele Adlige auf der Guillotine, so auch die Dubarry.

## Kritik
Das Lexikon des Internationalen Films zieht folgendes Fazit: Wie aus Mademoiselle Jeanne durch standesgemäßes Verheiraten und viel Mogeln «die Dubarry» wird, das will Christian-Jaques, einschlägig versierter «Hofregisseur», mit frivolem Zugriff und ohne großes Fackeln zeigen. Bunt und kräftig schildert er das Leben am Hof Louis’ XV., wo es grobschlächtig und, wenn auch hinter vorgehaltener Hand, sauigelig zuging. In solchen Inszenierungen kann der Altmeister in Sachen französischer Historie zur Belustigung der Zuschauer einiges bieten. Dick trägt er auf, wobei der rüde deutsche Dialog noch kräftiger zulangt.

## Weblink
- Madame Dubarry bei IMDb